# Любовь — самая великолепная вещь на свете
«Любовь — самая великолепная вещь на свете» (англ. Love Is a Many-Splendored Thing — цитата из стихотворения «Королевство божье» Фрэнсиса Томпсона, которое в фильме цитирует герой Холдена) — мелодраматическая киноистория, основанная на реальных событиях, срежиссированная Генри Кингом в 1955 году. Экранизация мемуаров «Самая великолепная вещь» евразийского доктора Хан Сюйен, роль которой в фильме исполнила Дженнифер Джонс. В образ её возлюбленного, журналиста Марка Эллиотта, перевоплотился Уильям Холден.
Ныне лента считается одной из самых романтических в истории и славится, помимо своей мелодраматичности, одной из лучших актёрских работ в карьере Джонс, магнетической операторской работой Леона Шамроя и талантливой режиссурой Кинга. Хитовая композиция Love Is a Many-Splendored Thing, играющая на протяжении всего фильма, была исполнена поп-квартетом The Four Aces, после чего была записана Фрэнком Синатрой, Нэтом Кингом Коулом и другими.
Три премии «Оскар» за дизайн костюмов Чарльза Лемэра, музыку Альфреда Ньюмана и песню Love Is a Many-Splendored Thing; ещё пять номинаций, в том числе как лучшему фильму года.

## Сюжет
1949 год, Гонконг. Овдовевшая женщина-врач Хан Сюйен (Дженнифер Джонс) работает в небольшом госпитале, где ежедневно спасает жизни беглых китайских иммигрантов. На вечеринке у друзей она встречает американского журналиста Марка Эллиотта (Уильям Холден), который начинает настойчиво ухаживать за ней.
Их роман развивается молниеносно, невзирая на заявления Хан о том, что у них нет общего будущего и она любила только одного мужчину — своего убитого мужа, китайского генерала. Руководство госпиталя предупреждает Хан, что если она продолжит отношения с женатым американским журналистом, то вскоре они откажутся от её услуг.
Хан улетает на родину, в Чунцин, Марк отправляется за ней. Дядя Хан даёт разрешение на заключение их брака. Марк начинает процесс развода с законной супругой, которую не видел шесть лет. Жена, однако, не подписывает никакие бумаги, но это не расстраивает Хан.
Начинается Корейская война. Марка, как репортёра, отправляют на фронт. Хан со слезами провожает его и, пока он отсутствует, берёт под опеку одну из пациенток, маленькую девочку О-Но. До Хан доходят трагические известия — Марк погиб во время авиаудара. Она приходит на холм, где они когда-то проводили время вместе, и плачет, вспоминая его слова: «Мы не пропустили, ты и я, мы не пропустили эту самую великолепную вещь на свете».

## В ролях

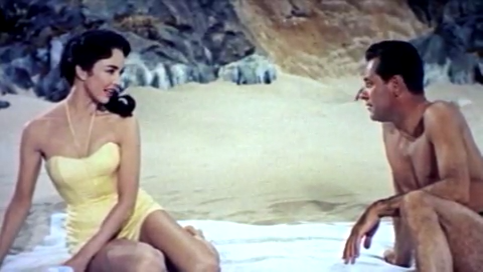
Джонс и Холден

- Дженнифер Джонс — доктор Хан Сюйен[англ.]
- Уильям Холден — Марк Эллиотт (прототип — Иэн Моррисон[англ.])
- Изобел Элсом — Аделин Палмер-Джонс
- Торин Тэтчер — Хамфри Палмер-Джонс
- Мюррей Мэтисон — доктор Джон Кит
- Вирджиния Грегг — Энн Ричардс
- Ричард Лу — Роберт Ханг
- Су Йунг — Нора Ханг
- Филип Ан — дядя Хан

## Создание
Наброски сценария множество раз отвергались «большими шишками» кинокорпораций по той причине, что по сюжету Хан и Марк должны были вступать в сексуальные контакты. Сценарист Джон Патрик кромсал огромную часть своего детища только чтобы угодить продюсерам.
Когда на главную роль был утверждён «золотой мальчик» Уильям Холден, личность британца Иэна Моррисона была заменена на американца Марка Эллиотта. Холден был недоволен тем, что роль Хан исполняет Дженнифер Джонс, он с презрением относился к этой актрисе. Джонс взаимно не переносила его, Холден постоянно жаловался, что перед сценами поцелуев она специально ела чеснок. На тот момент Джонс была замужем за именитым продюсером Дэвидом Селзником и регулярно рассказывала ему, насколько Холден груб и неотёсан. Актёр пытался улучшить их отношения, преподнеся Джонс букет белых роз, но она отреагировала просто — швырнула их ему в лицо.
Для роли евразийки на глаза американки Джонс был нанесён специальный грим, Холден же для нескольких сцен без одежды согласился побрить грудь. Поведение Джонс было вызывающим не только по отношению к Холдену, но и ко всем членам съёмочной группы: её раздражал грим и причёска, которые якобы её старили.
Большая часть фильма была снята в Гонконге и статистически обособленной местности Топанге, штат Калифорния. Съёмки в Гонконге проводились тогда, когда Джон Патрик ещё не успел завершить сценарий. Создание фильма было закончено за три месяца.

## Наследие
На волне успеха с 1967 по 1973 год на телеканале CBS шла мыльная опера с одноимённым названием, рассказывающая о жизни дочери Хан и Марка, Мии. Ни Джонс, ни Холден в телесериале не появились.

## Награды
- 1955 — номинация на премию круга кинокритиков Нью-Йорка за лучшую женскую роль (Дженнифер Джонс).
- 1956 — три премии «Оскар»: лучший дизайн костюмов (Чарльз Лемэр), лучшая музыка (Альфред Ньюман) и лучшая песня (Love Is a Many-Splendored Thing; Сэмми Фэйн, Пол Фрэнсис Уэбстер), ещё пять номинаций: лучший фильм, лучшая женская роль (Дженнифер Джонс), лучшая операторская работа (Леон Шамрой), лучшие декорации, лучший звук.
- 1956 — премия «Золотой глобус» лучшему фильму, пропагандирующему международное взаимопонимание.
- 1956 — «Золотая медаль за фильм года» от журнала Photoplay.